# Totenklage
Eng gefasst bezeichnet die Totenklage das durch Emotionen hervorgerufene Klagen über den Tod eines Menschen, zu dem man eine emotionale Beziehung hatte.

## Bedeutung
Die Totenklage ist keine stille Trauer. Sie erfolgt für andere vernehmbar, vor allem durch das Singen von Klageliedern oder das reine Klagen im ursprünglichen Sinne, also „dem Schreien/Jammern vor Trauer oder Schmerz“. Die Totenklage intensiviert die Trauer um den Verlust des Verstorbenen.
Fasst man den Begriff der Totenklage etwas weiter auf, so sind damit nicht nur Äußerungen über die menschliche Stimme (Singen, Schreien, Jammern), sondern auch leibliche „Äußerungen“ wie Gesten, Bewegungen und Handlungen gemeint. Die Klagenden – insbesondere Frauen – schrien ursprünglich schrill und unartikuliert, entstellten sich (Ausreißen bzw. Abschneiden der Haare = Haaropfer), zerrissen sich die Kleidung und fügten sich Schmerzen durch Schläge und Zerkratzen der Haut zu.
Fasst man den Begriff der Totenklage noch etwas weiter auf, so muss er nicht auf die spontane Äußerungen wirklicher Emotionen beschränkt sein, sondern kann auch stark den Charakter eines Rituals oder einer reinen Darbietung mit professionellen „Schauspielern“, wie den Klageweibern, annehmen. Beispiele für eine stark ritualisierte Totenklage finden sich in den Abschnitten über Altägypten und das Antike Griechenland.
In der Moderne tritt der Diskurs über Melancholie und Trauma an die soziale Stelle, die in vormodernen Gesellschaften rituelle Totenklagen innehatten.

Das Reallexicon der Deutschen Altertümer definierte Klage in der Bedeutung von Totenklage als:

„alte, mancherorts noch bestehende Name der bei den alten Völkern allgemein verbreiteten Totenklagen, eigentlich Wehgeschrei über den Toten, dann Wehklage mit wohlgesetzter Rede und gewissen Gebärden, wozu die Verwandten helfen mussten. Als Attribute solcher Totenklage erscheint oft sich selbst Raufen und Schlagen der Brust, auch Abreissen der Kleider. Später pflegte man diesen lästigen zeremoniellen Vorgang bestellten und bezahlten Klageweibern zu überlassen. Hildebrand in Grimms Wörterb.“

## Die Totenklage in verschiedenen Epochen und Kulturkreisen

### Altägypten
Herodot beschreibt die Totenklage der Ägypter:

„Totenklage und Begräbnis gehen folgendermaßen vor sich: Wenn in einem Hause ein angesehener Hausgenosse stirbt, bestreichen sich sämtliche weiblichen Hausbewohner den Kopf oder auch das Gesicht mit Kot, lassen die Leiche im Hause liegen und laufen mit entblößter Brust, sich schlagend, durch die Stadt; alle weiblichen Verwandten schließen sich ihnen an. Auch die Männer schlagen sich und haben ihr Gewand unter der Brust festgebunden.“

### Antikes Griechenland
Die Totenklage in Gestalt des Threnos richtete sich direkt an den Verstorbenen als ein Wesen, das fähig ist, diese Klage zu verstehen. Weiter sollte dem Toten durch die Zufügung eigener Schmerzen die Wahrhaftigkeit des Kummers demonstriert werden, um diesen gnädig zu stimmen. So sollte auch das Vergießen des eigenen Blutes den Blutdurst des Verstorbenen stillen. Der Tote wurde umkreist, so dass ein schützender Bannkreis um ihn gezogen wurde.

### Römische Antike
In der römischen Antike wurde die Totenklage oder der Totengesang nenia oder naenia genannt.

### Judentum
Die hebräische Totenklage findet Ausdruck in der poetischen Form der Qina, die in den Klageliedern Jeremias ihren künstlerischen Höhepunkt findet.

### Christianisierung
Mit der Christianisierung werden in Europa die heidnischen Totenklagen verdrängt. Der Mönch Pirmin verbietet im 9. Jahrhundert die „schrille Totenklage“ (ululatus excelsus), sowie das Essen und Trinken am Grabhügel. Das Klagen sieht er als „teuflische Gesänge“ (diabolica carmina, pestifera cantica), „unziemlichen Scherz und Tanz“ (ioca et saltationes), „Gelächter und Gelage“ (inebriari et cachinnis ora dissolvi). – Er ersetzt die Totenklage durch Gebete, Psalmodieren und liturgische Gesänge.

### Mittelalter
In der mittelalterlichen Trobadordichtung Südfrankreichs war der Planh als Klagelied verbreitet.

### Islam
Der Koran und die Tradition sehen eine formale Totenklage nicht vor. „Ich habe ihnen verboten zu weinen, aber sie gehorchen mir nicht. Mein Gott, sie sind stärker als ich – oder als wir“ (Hadith, nach al-Buchari). Gleichwohl findet sich in traditionell-muslimischen Gesellschaften eine ausgeprägte Praxis der Totenklage. Männer im Trauerzug, vor allem Frauen brechen in Schreie aus, die häufig bis zu tranceähnlichen Zuständen und zu Bewusstlosigkeit führen.